# Ludwig Stubbendorf
Ludwig Stubbendorf, né le 24 février 1906 à Turloff (grand-duché de Mecklembourg-Schwerin) et mort le 17 août 1941 à Nikonovochi (RSS de Biélorussie), est un cavalier allemand de concours complet.

## Carrière
Ludwig Stubbendorf participe aux Jeux olympiques d'été de 1936 à Berlin et remporte les médailles d'or des épreuves individuelle et par équipe de concours complet sur son cheval Nurmi.